# 민주노동당 (브라질)
민주노동당(브라질 포르투갈어: Partido Democrático Trabalhista)은 브라질의 사회민주주의 정당이다.

## 역사
브라질의 독재자 제툴리우 바르가스의 지지자들이 1979년에 창당하여 오랜 기간 동안 레오넬 브리졸라가 당수였다. 이 무렵의 민주노동당은 제툴리우 바르가스의 이념에 영향을 강하게 받아 반공주의를 강령으로 삼았다. 1980년대에 접어든 이후 반공주의 강령을 폐기하고 사회민주주의 강령을 채택하여 스스로를 사회민주당으로 선언했다.
1980년대 내내 민주노동당은 군사정권에 우호적인 자세를 취해 탄압을 빗겨갔다. 1990년대 노동자당이 부상하기 이전까지 브라질에서 가장 큰 규모를 가진 사회민주당이었던 민주노동당은 노동자당의 룰라 다 시우바에게 적대적이고 공격적인 자세를 취했다.
민주노동당은 대외적으로도 관계가 좋지 못했는데 특히 접경국인 베네수엘라 볼리바르 공화국의 우고 차베스 대통령과 볼리비아의 에보 모랄레스 대통령을 독재정권으로 규정하며 비난했다. 그리고 우고 차베스 대통령과 쿠바의 피델 카스트로 국가평의회 의장이 상파울루 포럼을 지도한다는 이유로 상파울루 포럼을 비난했다.
2006년 당수인 시루 고메즈가 룰라의 내각에 포함되고 노동자당과 일시적으로 화해하고 2010년에는 지우마 호세프 행정부를 지지하는 인민의 힘과의 연합을 발족시키는데 참여하였다. 그러나 2015년 지우마 호세프 대통령 탄핵안에 찬성표를 던지면서 관계는 다시 껄끄럽고 험악해졌다. 민주노동당은 2018년 브라질 대통령 선거에서 자이르 보우소나루를 반대했으나, 한편으로는 정치적 경쟁자인 노동자당의 페르난두 아다지 후보를 공격했다.